# エストニアの教育
エストニアの教育は、教育省によって管轄されている。就学前教育、義務教育（初等教育・中等教育）、後期中等教育、高等教育の順である。義務教育は、７歳から１５歳(最大１７歳)までを対象にしており、１年生から９年生までの、計９年間である。授業料がかからない無償教育は、７歳から１９歳を対象にしており、期間は、１年生から１２年生までである。また、専門学校(vocational school）や大学の授業料が免除になる場合もある。児童に健康上の問題があり、通常の年齢での就学が難しい場合は、保護者の要望によって入学を１年延期することができる。

## 幼児教育
・ISCED level 0 (2011版)
・就学前教育は、１歳半から６歳までの幼児に対して行われる。就学前教育は、２通りある。幼稚園のような教育施設で行われる場合と、保護者の希望によっては、家庭での保育が行われる場合がある。

## 中等教育

### 義務教育
・ISCED levels 1 and 2 (2011版)
・義務教育は、１年生から９年生まである。対象は、７歳から１５歳までであり、小学校が６年間、中学校が３年間の計９年間である。

### 後期中等教育
・ISCED level 3 (2011版)
・後期中等教育は、義務教育を終えた学生に対して行われる。通常の高等学校に進学する生徒や、専門的な知識や技術を身に着ける専門学校に進学する生徒がいる。後期中等教育は、通常３年間行われる。卒業するためには、最終試験に合格する必要がある。

## 高等教育

### 高等教育
・ISCED levels 6, 7 and 8 (2011版)
・高等教育は、大学学部、大学院（修士課程・博士課程）がある。

## 教育段階
国際標準教育分類（ISCED 2011版）においては、エストニアの教育段階を以下に分類している。
| 教育段階 | 分類 |
| 幼児教育 preschool                                                                                               | 0    |
| 初等教育 Basic education certiﬁcate based on simplified curriculum;                                              | 1    |
| 前期中等教育 Basic education certiﬁcate; VET certificate level 2 (without basic education requirement)           | 2    |
| 後期中等教育 VET certificate level 3                                                                             | 3    |
| 中等以降高等以前教育 Upper secondary general education certiﬁcate; VET certificate level 4 (upper secondary VET) | 4    |
| 短期高等教育 VET certificate level 5 (based on upper secondary education certiﬁcate)                             | 5    |
| 学士課程 Bachelor's degree, Professional higher education certificate                                            | 6    |
| 修士課程 Master's degree                                                                                         | 7    |
| 博士課程 Doctoral degree                                                                                         | 8    |

## 就学者数
エストニア統計局の情報では、2019年の教育段階別の就学者数は以下の通りである。
| 教育段階                                                                                  | 人数（単位：千) |
| 合計                                                                                      | 227.9           |
| 一般教育(General education)                                                               | 158.7           |
| ..初等教育/中等教育(basic school level)                                                   | 131.1           |
| ..中高一貫教育(gymnasium level)                                                           | 27.6            |
| 職業教育(Vocational education)                                                            | 24.0            |
| ..教育要件なしの職業教育コース(vocational courses with no previous education requirement) | 1.4             |
| ..義務教育修了後の職業教育コース(vocational courses after basic education)                | 18.6            |
| ..後期中等教育修了後の職業教育コース(vocational courses after secondary education)        | 4.0             |
| 高等教育(Higher education)                                                                | 45.2            |
| ..専門職課程(professional higher education)                                               | 12.0            |
| ..学士課程(Bachelor study)                                                                | 15.7            |
| ..学士/修士一貫課程(integrated Bachelor's/Master's study)                                 | 3.2             |
| ..修士課程(Master's study)                                                                | 12.0            |
| ..博士課程(Doctoral study）                                                               | 2.3             |

## 教育内容
詳細は「Basic Schools and Upper Secondary Schools Act(Division1:Curriculum )」を参照。

### 教科
エストニアの学校教育において、必修の科目とされているものには、以下のものがある。
1) エストニア語, ロシア語
2) 外国語(第二言語としてのエストニア語,英語, ドイツ語,フランス語,ロシア語)
3) 数学
4) 理科(生物,地理,物理,化学,自然研究)
5) 社会(歴史,市民教育,個人・社会及び健康についての教育)
6) 美術・音楽
7) 技術・家庭科
8) 体育

### 学校保健
詳細は「Basic Schools and Upper Secondary Schools Act(Division3:Supporting development of students at school )」を参照。

#### 健康教育
・健康教育は、社会の科目の中に位置づけられている。

#### 学校におけるヘルスサービス
・学校は、児童生徒の精神面・身体面での健康を保証する。
・スクールナースによって、児童生徒に対するヘルスサービスが行われている。
・学校では、ヘルスルームを設けている。また、児童生徒の病院受診が必要な際に、家庭の経済状況によって保護者による送迎が困難な場合は、学校が病院に連れいていく場合もある。

### 学校給食
・学校の設置者は、児童生徒に学校給食を提供する。学校給食は、国家の予算に基づき、提供されるものとする。

## OECD（生徒の学習到達度調査）
OECDにおけるエストニアの結果は、以下の通りである。
- 2006年調査（56の国と地域が参加）科学的リテラシー５位。
- 2009年調査（65の国と地域が参加）科学的リテラシー９位。
- 2012年調査（65の国と地域が参加）科学的リテラシー６位。デジタル数学的リテラシー９位。デジタル読解力７位。
- 2015年調査（72の国と地域が参加）科学的リテラシー３位。数学的リテラシー９位。読解力６位。
- 2018年調査（79 の国と地域が参加。OECD 加盟 37 か国，非加盟 42 か国・地域）、約 60 万人の生徒を 対象に調査を実施。）科学的リテラシー４位。数学的リテラシー７位。読解力５位。